# Рок Хадсон
Рок Ха́дсон (англ. Rock Hudson, при рождении Рой Га́рольд Ше́рер-младший (англ. Roy Harold Scherer, Jr.); 17 ноября 1925 года — 2 октября 1985 года) — американский актёр кино и телевидения, известный главным образом ролями в мелодрамах Дугласа Сирка и в серии фильмов, где его партнёршей выступала Дорис Дэй.

## Биография

### Юные годы
Рой Гарольд Шерер-младший родился 17 ноября 1925 года в деревне Уиннетка, штат Иллинойс. Он был единственным ребёнком в семье Кэтрин Вуд (изначально домохозяйки, а позже телефонистки) и автомеханика Роя Гарольда Шерера-старшего. Отец был немецкого и швейцарского происхождения, в то время как его мать имела английское и ирландское происхождение. Отец бросил семью во время Великой депрессии после того, как лишился работы, и развёлся с его матерью, когда Рою было четыре года (Рой позже кратко воссоединился с ним в 1946 году в Сан-Франциско). В 1932 году Кэтрин вышла замуж за бывшего офицера морской пехоты Уоллеса Фитцджеральда, которого Рой невзлюбил. Отчим усыновил его и имя Роя после этого стало Рой Гарольд Фитцджеральд. Этот брак был бездетным и в конечном итоге тоже завершился разводом. Во время Второй мировой войны Рок Хадсон служил на флоте, был авиамехаником.
После войны Рой пытался учиться, однако оставил учёбу в связи с плохой успеваемостью. Ещё в возрасте восьми лет мальчик увидел фильм с Джеки Купером и решил стать кинозвездой, чтобы купить себе новый велосипед. Мечты о кино не оставляли его и в более зрелом возрасте. Работая водителем грузовика, почтальоном, он пытался стать актёром, но лишь в 1948 году получил небольшую роль в фильме «Эскадрилья истребителей». Согласно биографическому очерку Найджела Которна о Роке Хадсоне, для сцены Рока, состоящей из одной реплики, понадобилось 36 дублей. Опытный режиссёр Рауль Уолш оставил парня в фильме, при этом наняв его красить дом. И всё же типажность и фактура актёра не остались незамеченными.

### Дебют в кино
Тогда же, в 1948 году, Шерер взял псевдоним. Согласно одной из версий, «искатель талантов» Генри Вильсон (агент Рока Хадсона), который работал на Дэвида Сэлзника и одним из первых отметил яркую внешность актёра, предложил ему заменить настоящее имя сочетанием названий скалы Гибралтар и реки Гудзон. Согласно другой легенде, имя «Рок» выбрал близкий друг актёра театральный продюсер Кен Ходж. Оно показалось ему «крутым». Фамилия «Хадсон» подвернулась из телефонного справочника Лонг-Бич. Сам Хадсон спустя годы говорил, что ненавидит свой псевдоним.  

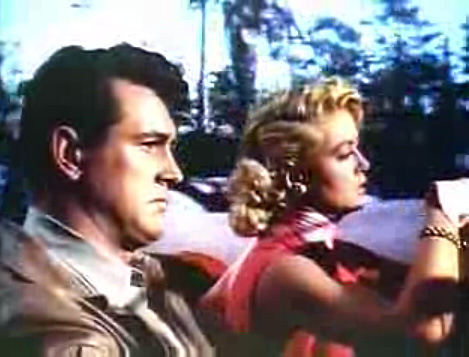
С Дороти Мэлоун в фильме «Слова, написанные на ветру» (1956)

На студии решили сделать из Хадсона звезду. В то время ему пришлось учиться не только актёрскому мастерству, но и танцам, пению, верховой езде. Как результат: в 1954 году, после фильма «Великолепная одержимость», пришёл успех у зрителей. Впоследствии Хадсон сыграл во многих известных фильмах, в том числе таких, как «Гигант», «Зеркало треснуло», «Когда приходит сентябрь», «Винчестер 73», «Интимный разговор».

### Успех в Голливуде
Рок Хадсон представлял собой образ американского мужчины 1950-х годов: крупный, усмехающийся, симпатичный, уверенный в себе, не очень умный, но осведомлённый. Начиная с военных фильмов, актёр вышел за их рамки после ролей в картинах «Винчестер 73» (1950) и «Яркая победа» (1951). В уже упомянутом «Очаровательном наваждении» (англ., 1954) Дугласа Серка он сыграл объект страсти Джейн Уайман. Популярностью пользовался также фильм «Всё, что позволят небеса» (1955). «Возрастная» роль техасского нефтяника в фильме «Гигант» (1956) принесла ему номинацию на «Оскар» в категории «Лучший актёр».
Сотрудничество с Дорис Дэй в фильмах «Интимный разговор» (1959), «Вернись, моя любовь» (1961) и «Не посылай мне цветов» (1964) сделало тандем «Хадсон-Дэй» одной из самых ярких пар экрана. Самостоятельно (без Дэй) актёр проявлял свои комедийные таланты в фильмах «Когда приходит сентябрь» (1961), «Любимый спорт мужчины?» (1964), «Странные супруги» (1965) и многих других. Среди партнёров Хадсона по съёмочной площадке — Джина Лоллобриджида, Бобби Дарин, Сандра Ди, Джоэл Грей, Анджела Лэнсбери, Элизабет Тейлор, Тони Кёртис, Ким Новак, Джули Эндрюс и многие другие.

### Личная жизнь
С 1955 по 1958 год Рок Хадсон был женат на Филлис Гейтс, актрисе и бывшей секретарше Генри Вильсона, однако уже тогда он осознавал свою гомосексуальность. По его собственным словам, ещё во время военной службы он почувствовал влечение к мужчинам. Тем не менее от прессы и поклонников ориентация актёра тщательно скрывалась. Студия ещё до женитьбы регулярно снабжала актёра спутницами (например, популярными тогда актрисами Мэрилин Максвелл и Лори Андерсон) для поддержания образа.
Брак продлился недолго. Причём поговаривали, что жена суперзвезды была лесбиянкой. Пытаясь сохранить лицо, супружеской чете всё труднее было выдерживать внимание общественности и прессы. Когда Филлис заболела гепатитом, Рок не приехал к ней со съёмок в Италии. После развода актёр некоторое время поддерживал близкие отношения с актрисой Мэрилин Максвелл. Он даже хотел жениться снова и обзавестись детьми. Но этого не случилось.

С четой Рейган в мае 1984 года

В жизни звезды последовали перемены. Он уволил своего агента Генри Вильсона, который вскоре спился и закончил жизнь в приюте. Между тем предложений для Хадсона год за годом становилось всё меньше. Одной из последних удач для актёра стал фильм Блэйка Эдвардса «Дорогая Лили» (1970). За ним последовали годы творческого застоя и редких эпизодов на телевидении.

### Болезнь
В начале 1980-х годов XX века, когда была обнаружена новая болезнь, которую назвали СПИДом, выяснилось, что ею болен и Рок Хадсон. Здоровье Хадсона резко ухудшилось ещё в 1983 году, когда он снимался в Израиле в фильме «Посол» с Робертом Митчемом. 8 июня 1983 года опухоль на шее актёра была диагностирована как саркома Капоши, которую обычно называют одним из признаков СПИДа. Другие анализы и исследования подтвердили страшный диагноз. Актёр скрывал эту информацию от близких, в том числе и от своего последнего партнёра Марка Кристиана, с которым продолжал поддерживать самые близкие отношения до февраля 1985 года.
Хадсон поспешно отправился в «отпуск» в Париж. На самом деле он в течение восьми недель проходил лечение у доктора Доминика Дормонта, надеясь победить болезнь. Лечение пришлось прервать в связи с контрактом на съёмки в телесериале «Династия». Актёр был задействован в 10 сериях, 9 из которых были показаны. После того как информация о состоянии Рока Хадсона стала общеизвестна, бурное обсуждение затронуло эпизод в сериале, в котором герой Хадсона целует героиню Линды Эванс.
Последнее публичное появление актёра состоялось 15 июля 1985 года в Кармеле (штат Калифорния), около дома Дорис Дэй. Он сдержал обещание и представил её новое шоу «Лучшие друзья Дорис Дэй». Журналисты и публика отметили заметное ухудшение здоровья и внешнего вида Хадсона, который выглядел гораздо старше своих 59 лет.
Актёр вернулся в Париж 20 июля 1985 года. По свидетельству Джерри Оппенгеймера и Джека Витека, которое приводится в книге Нормана Дональдсона «Как они умерли», Хадсона не хотели пускать даже в самолёт. В отеле «Риц» ему стало совсем плохо, и его отправили на обследование в Американский госпиталь. 23 июля мир облетела новость о том, что Рок Хадсон болен СПИДом, а 25 июля было получено официальное подтверждение.
30 июля за 250 000 долларов был зафрахтован Боинг 747, на котором Рока Хадсона, его секретаря и группу врачей доставили в Лос-Анджелес. До 24 августа умирающий актёр пробыл в медицинском центре, после чего ему разрешили вернуться домой. Там за ним присматривал Том Кларк — его давний партнёр, с которым Хадсон прожил 17 лет. Присутствие Марка Кристиана сочли нежелательным.

### Смерть
Рано утром 2 октября 1985 года сиделка, обрадованная улучшением самочувствия Хадсона, которое, как она потом объясняла близким актёра, наступило после «нескольких дней её молитв над больным», одела едва живого актёра и усадила его на стул. Увидевший это Том Кларк пришёл в ужас и моментально уложил Хадсона в постель. На вопрос, хочет ли он кофе, актёр ответил: «Мне кажется, что нет». Это были его последние слова. Он сразу заснул, а через час — в 8.30 по местному времени — Хадсон умер во сне в возрасте 59 лет.
Рок Хадсон скончался 2 октября 1985, став одной из первых знаменитостей, умерших от СПИДа. В заключении о смерти непосредственной причиной было указано «прекращение сердечной и лёгочной деятельности», а в качестве первопричины были названы «воспаление лимфосистемы и СПИД».
Тело актёра перевезли в фургоне без опознавательных знаков в крематорий Глендейлского парка, где уже собрались журналисты с надеждой на сенсационный фотоматериал.
Похоронной службы не было. 20 октября 1985 Том Кларк развеял прах актёра над Тихим океаном.
Марк Кристиан, проконсультировавшись с юристом Марвином Мичельсоном, подал в суд на наследников актёра. Он утверждал, что заслужил компенсацию за риск быть заражённым вирусом иммунодефицита во время контактов с покойным. Ему был предъявлен встречный иск, в котором утверждалось, что Кристиан выкачивал из Рока деньги под угрозой опубликования любовных писем, доказывающих его сексуальную ориентацию. За причинённый ему ущерб Марк Кристиан всё же получил в суде 14 500 000 долларов.

## Фильмография
| Год       |    | Русское название                   | Оригинальное название     | Роль                     |
| --------- | -- | ---------------------------------- | ------------------------- | ------------------------ |
| 1948      | ф  | Эскадрилья истребителей            | Fighter Squadron          | младший лейтенант        |
| 1949      | ф  | Поддержка                          | Undertow                  | детектив                 |
| 1950      | ф  | Дорога с односторонним движением   | One Way Street            | водитель грузовика       |
| 1950      | ф  | Я был магазинным воришкой          | I Was a Shoplifter        | Сай Суонсон              |
| 1950      | ф  | Винчестер 73                       | Winchester ’73            | Молодой Бык              |
| 1950      | ф  | Пегги                              | Peggy                     | Джонни «Скет» Митчелл    |
| 1950      | ф  | Ястреб пустыни                     | The Desert Hawk           | капитан Рас              |
| 1950      | ф  | Вымогательство                     | Shakedown                 | Тед                      |
| 1951      | ф  | Томагавк                           | Tomahawk                  | Берт Ханна               |
| 1951      | ф  | Воздушный кадет                    | Air Cadet                 | старшеклассник           |
| 1951      | ф  | Блестящая победа                   | Bright Victory            | Дудек                    |
| 1951      | ф  | Толстяк                            | The Fat Man               | Рой Кларк                |
| 1951      | ф  | Железный человек                   | Iron Man                  | Томми «Спид» О’Киф       |
| 1952      | ф  | А вот и Нельсоны                   | Here Come the Nelsons     | Чарльз «Чарли» Джонс     |
| 1952      | ф  | Излучина реки                      | Bend of the River         | Трей Уилсон              |
| 1952      | ф  | Алый ангел                         | Scarlet Angel             | Фрэнк Траскотт           |
| 1952      | ф  | Кто-нибудь видел мою девчонку?     | Has Anybody Seen My Gal?  | Дэн Стеббинс             |
| 1952      | ф  | Горизонты запада                   | Horizons West             | Нил Хаммонд              |
| 1952      | ф  | Жертва судьбы                      | The Lawless Breed         | Джон Уэсли Хардин        |
| 1953      | ф  | Семинолы                           | Seminole                  | лейтенант Лэнс Колдуэл   |
| 1953      | ф  | Морские дьяволы                    | Sea Devils                | Джиллиатт                |
| 1953      | ф  | Золотой клинок                     | The Golden Blade          | Харун                    |
| 1953      | ф  | Оружие ярости                      | Gun Fury                  | Бен Уоррен               |
| 1953      | ф  | Возвращение в страну Бога          | Back to God’s Country     | Питер Кит                |
| 1953      | ф  | Коралловый риф                     | Beneath the 12-Mile Reef  | рассказчик               |
| 1954      | ф  | Таза, сын Кочиза                   | Taza, Son of Cochise      | Таза                     |
| 1954      | ф  | Великолепная одержимость           | Magnificent Obsession     | Боб Меррик               |
| 1954      | ф  | Бенгальская бригада                | Bengal Brigade            | капитан Джеффри Клейборн |
| 1955      | ф  | Капитан Лайтфут                    | Captain Lightfoot         | Майкл Мартин             |
| 1955      | с  | Я люблю Люси                       | I Love Lucy               | в роли самого себя       |
| 1955      | ф  | Одно желание                       | One Desire                | Клинт Сондерс            |
| 1955      | ф  | Всё, что дозволено небесами        | All That Heaven Allows    | Рон Керби                |
| 1956      | ф  | Никогда не прощайся                | Never Say Goodbye         | доктор Майкл Паркер      |
| 1956      | ф  | Слова, написанные на ветру         | Written on the Wind       | Митч Уэйн                |
| 1956      | ф  | Гигант                             | Giant                     | Джордан «Бик» Бенедикт   |
| 1957      | ф  | Боевой гимн                        | Battle Hymn               | полковник Дин Хесс       |
| 1957      | ф  | Нечто ценное                       | Something of Value        | Питер                    |
| 1957      | ф  | Запятнанные ангелы                 | The Tarnished Angels      | Берк Девлин              |
| 1957      | ф  | Прощай, оружие!                    | A Farewell to Arms        | лейтенант Фредерик Генри |
| 1958      | ф  | Сумерки богов                      | Twilight for the Gods     | капитан Дэвид Белл       |
| 1959      | ф  | Это моя земля                      | This Earth Is Mine        | Джон Рэмбо               |
| 1959      | ф  | Интимный разговор                  | Pillow Talk               | Брэд Аллен               |
| 1961      | ф  | Последний закат                    | The Last Sunset           | Дэна Стриблинг           |
| 1961      | ф  | Когда приходит сентябрь            | Come September            | Роберт Л. Тэлбот         |
| 1961      | ф  | Вернись, моя любовь                | Lover Come Back           | Джерри Уэбстер           |
| 1962      | ф  | Спиральные дороги                  | The Spiral Road           | доктор Антон Дрейгер     |
| 1963      | ф  | Скопление орлов                    | A Gathering of Eagles     | полковник Джим Колдуэлл  |
| 1964      | ф  | Любимый спорт мужчин?              | Man’s Favorite Sport?     | Роджер Уиллоуби          |
| 1964      | ф  | Не присылай мне цветы              | Send Me No Flowers        | Джордж                   |
| 1965      | ф  | Странные супруги                   | Strange Bedfellows        | Картер Харрисон          |
| 1965      | ф  | Очень необычная услуга             | A Very Special Favor      | Пол Чедуик               |
| 1966      | ф  | С завязанными глазами              | Blindfold                 | доктор Бартоломью Сноу   |
| 1966      | ф  | Вторые                             | Seconds                   | Антиох «Тони» Уилсон     |
| 1967      | ф  | Тобрук                             | Tobruk                    | майор Дональд Крейг      |
| 1968      | ф  | Укради у ближнего своего           | Ruba al prossimo tuo      | капитан Майк Хармон      |
| 1968      | ф  | Полярная станция «Зебра»           | Ice Station Zebra         | Джеймс Феррадей          |
| 1968—1969 | с  | Хохмы Роуэна и Мартина             | Laugh-In                  | приглашённый актёр       |
| 1969      | ф  | Непобеждённые                      | The Undefeated            | полковник Джеймс Лэнгдон |
| 1970      | ф  | Дорогая Лили                       | Darling Lili              | майор Уильям Ларраби     |
| 1970      | ф  | Гнездо шершней                     | Hornets’ Nest             | Тернер                   |
| 1971      | ф  | Хорошенькие девушки, станьте в ряд | Pretty Maids All in a Row | Майкл «Тигр» Макдрю      |
| 1971—1977 | с  | Макмиллан и жена                   | McMillan & Wife           | Стюарт Макмиллан         |
| 1973      | ф  | Разборка                           | Showdown                  | Чак Джарвис              |
| 1976      | ф  | Зародыш                            | Embryo                    | доктор Пол Холлистон     |
| 1978      | с  | Колёса                             | Wheels                    | Адам Трентон             |
| 1978      | ф  | Лавина                             | Avalanche                 | Дэвид Шелби              |
| 1980      | с  | Марсианские хроники                | The Martian Chronicles    | полковник Джон Уайлдер   |
| 1980      | ф  | Зеркало треснуло                   | The Mirror Crack’d        | Джейсон Радд             |
| 1981      | тф | Создатель звёзд                    | The Star Maker            | Дэнни Янгблад            |
| 1981      | тф | История Патриции Нил               | The Patricia Neal Story   | в роли самого себя       |
| 1982      | с  | Третья Мировая война               | World War III             | президент Томас Маккенна |
| 1982      | ф  | —                                  | The Devlin Connection III | Брайан Девлин            |
| 1982      | с  | —                                  | The Devlin Connection     | Брайан Девлин            |
| 1984      | ф  | Посол                              | The Ambassador            | Фрэнк Стивенсон          |
| 1984      | тф | Война в Лас-Вегасе                 | The Vegas Strip War       | Нил Чейн                 |
| 1984—1985 | с  | Династия                           | Dynasty                   | Дэниел Рис               |